# Påbudsmärken

Använder typ A
Använder typ B
Använder kanadensisk
Använder typ A och typ B
Använder typ A och typ B och
Använder typ A (använde tidigare typ B)
Använder inte någon av de standardiserade varianterna av påbudsmärken

Påbudsmärken är en typ av vägmärken som uppmanar trafikanterna. Ett påbud är egentligen detsamma som en uppmaning som man måste följa. För de påbudsmärken som visar ett slag av trafikanter gäller att andra trafikantslag inte får passera skylten. Påbudsmärken är runda och har en symbol mitt i märket som visar uppmaningen.
| Typ A       |
| Typ B       |
| Kanadensisk |
| Аrgentinsk  |

## Allmänt
Vägmärken i Europa följer en viss enhetlig standard (FN:s konvention om vägmärken och signaler). Vissa skillnader kan dock förekomma mellan olika länder. Påbudsmärken är i stort sett identiska i hela Europa, med blå färg överallt (utom Irland). De skillnader som kan finnas är egentligen obetydliga. Det kan då handla om pilarnas tjocklek som kan variera något. Märkena i denna artikel visar de svenska märkena, men skillnaden mot andra europeiska länder är ganska liten.
På Irland har de varit vita med röd rand och svart symbol, utan snedstreck (Alla förbudsmärken (utom fartgräns) har snedstreck där). Denna variant tillåts av konventionen, men är inte så lyckad eftersom många andra länder har förbudsskyltar utan snedstreck. Man började 1997 att använda blå påbudsmärken, och man övergår till dem efter hand som skyltar behöver bytas. 
Utanför Europa används påbudsmärken inte så mycket. Undantaget är skylten "Påbjuden körbana", som är vanlig men ser mycket olika ut i olika länder.

### Påbjuden körriktning, höger/vänster
Dessa skyltar uppmanar att köra till vänster eller till höger. Man ska då svänga före skylten. Den används när det finns ytterligare alternativ som dock inte är tillåtna. Skyltarna är med i FN:s konvention. Irland har efter 1998 börjat använda dessa blå skyltar. Innan dess användes endast liknande skyltar med röd ram och svart pil.

### Påbjuden körriktning, rakt fram eller sväng
Dessa skyltar visar vilka alternativ det finns mellan att köra rakt fram, eller svänga till vänster eller höger. Ett eller två alternativ visas. Den används när det finns ytterligare alternativ som dock inte är tillåtna. En sådan här skylt ska stå före korsningen. Skyltarna är med i FN:s konvention. De används i de flesta av Europas länder. Irland har efter 1997 börjat använda dessa skyltar, innan dess använde de sådana som såg ut som förbudsmärken.

### Påbjuden körbana, höger
Denna skylt talar om att man ska köra på en körbana till höger om skylten. Denna skylt är vanlig på refuger.
Denna skylt finns i FN:s konvention och är mycket vanlig i Sverige och andra länder med högertrafik, men mindre vanlig i Storbritannien och andra länder med vänstertrafik. Utanför Europa används motsvarande skyltar, med varierande utseende. Till exempel i USA är den fyrkantig med en lätt krokig pil framåt.

### Påbjuden körbana, vänster
Denna skylt talar om att man ska köra på en körbana till vänster om skylten. Denna skylt är mindre vanlig i Sverige och andra länder som har högertrafik. Skylten är däremot mycket vanlig i länder med vänstertrafik som t.ex. Storbritannien, Cypern och Irland.
Utanför Europa finns motsvarande skyltar, med varierande utseende. Till exempel i Australien används en vanlig rombformad "varningsskylt" med pilen mot marken till vänster.
I Irland används traditionellt en rund skylt med en lätt krokig pil framåt, men de blå konventionsskyltarna börjar användas mer och mer.

### Påbjuden körbana, höger eller vänster
Denna skylt uppmanar till att köra på en körbana till vänster eller höger om skylten. Denna skylt är vanlig på refuger och används för att uppmärksamma refugen, diket, räcket eller liknande. Normalt leder de två körbanorna åt olika håll varför man bör veta (från skyltning innan) vilket sida man ska köra på. Skylten nämns inte i FN:s konvention, men används ändå i många europeiska länder.

### Cirkulationsplats
Denna skylt finns uppsatt vid en cirkulationsplats. Trafikanterna får endast köra i pilarnas riktning. Denna skylt finns i FN:s konvention, och i många europeiska länder. I länder med vänstertrafik såsom Storbritannien och Cypern blir den spegelvänd.

### Påbjuden gångbana
Denna skylt talar om att det är en gångbana. Fotgängare ska välja denna väg och andra trafikanter får ej använda vägen, om inte något mer anges. Märket finns i FN-konventionen och i många länder i Europa. Den vuxna personen är till vänster i alla länder, utom i Italien, Ryssland och Spanien där det bara är en person. I bland annat Estland och Tyskland har den vuxna personen kjol. I Norge är den fyrkantig och räknas som upplysningsmärke, men liknande regler gäller ändå.

### Påbjuden cykelbana
Denna skylt talar om att det är en cykelbana. Cyklister ska välja denna väg - undantaget cyklister 15 år eller äldre, om hastighetsbegränsningen på vägen är högst 50 km/h. I dessa fall är det från 1 augusti 2018 är tillåtet att cykla på väg även om det finns cykelbana eller gång- och cykelbana bredvid. I Sverige får även moped klass II använda cykelbana, såvida det inte finns tilläggstavla som talar om att mopeder ej är tillåtna. Moped klass I och andra fordon får inte använda cykelbanan om inte något mer anges. I många EU-länder finns bara den snabbare mopedklassen som inte brukar få köra på cykelbanor. I Norge är skylten fyrkantig och räknas som upplysningsmärke, men liknande regler gäller ändå. I Nederländerna finns en skylt med både cykel och moped på. 

### Påbjuden gång- och cykelbana (gemensam bana)
Denna skylt talar om att det är en gång- och cykelbana. Gående ska om möjligt gå längst till vänster i färdriktningen. De som ska använda gångbanor eller cykelbanor ska använda den och andra trafikanter får ej köra här om inget mer anges. Den finns i åtskillinga länder, och i FN-konventionen. I många länder, såsom till exempel Danmark, Sverige och Tyskland är den gående överst, i vissa som Österrike är cykeln överst.

### Påbjuden gångbana och cykelbana (uppdelad)
Dessa skyltar talar om att det är en uppdelad gång- och cykelbana. Gångbanan och cykelbanan skiljs åt med en spärrlinje. Normalt visar skylten vilken bana som är gång- och vilken som är cykelbana. Oftast målas det i marken också.

### Påbjuden ridväg
Denna skylt talar om att det är ridväg. Fotgängare och de som rider ska använda denna väg. Fordonstrafik är förbjuden om det inte finns något mer påbudsmärke. Hästfordon och andra fordon med dragdjur är dock tillåtna. Det har fördelen att de inte blir påverkade av trafiken och att de inte heller stör trafiken. Skylten är vanlig i närheten av ridskolor. Den finns i många av Europas länder, liksom i konventionen. 

### Påbjuden ridväg och gång eller cykelbana
I Danmark finns en skylt som visar kombinerad ridväg, gång och cykelbana, och dessutom skyltar som visar uppdelad ridväg och gångbana eller uppdelad ridväg och gång- och cykelbana, olika kombinationer.

### Påbjuden led för terrängfordon
Denna skylt talar om att det är led för terrängfordon som t.ex. snöskotrar. Den finns inte med i FN:s konvention, och existerar bara i ett fåtal länder, såsom Finland, Norge, Ryssland och Sverige. I Sverige är den vanligast i Norrland. 

### Början påkörfälteller väg för fordon i linjetrafik
Denna skylt markerar början på ett kollektivkörfält (i dagligt tal ofta kallat bussfil), det vill säga ett körfält eller en väg för bussar i linjetrafik. Körfältet eller vägen markeras med texten "BUSS" och får enbart trafikeras av fordon som går i linjetrafik, och även av cykel och moped klass II om körfältet är beläget till höger i färdriktningen, såvida det inte finns tilläggstavla som talar om att cyklar och mopeder ej är tillåtna. Övriga fordon får endast trafikera körfältet eller vägen om det står angivet på en tilläggstavla.
Skylten finns i ett antal länder såsom Sverige, Grekland, Frankrike, Tyskland och Österrike. Storbritannien har även en cykel på skylten.
I vissa länder till exempel Finland och Norge finns en liknande fyrkantig skylt. Fyrkantiga skyltar är normalt upplysningsmärken, men upplyser där om att ett visst körfält endast är för fordon i linjetrafik, alltså ungefär samma sak.
Sedan många trafikanter har svårt att ta till sig innebörden av detta vägmärke har det vid en del bussgator ersatts med märkena Förbud mot trafik med motordrivet fordon eller Förbud mot fordonstrafik tillsammans med tilläggstavla som talar om att förbudet ej gäller buss/fordon i linjetrafik.
Enligt SFS 2011:178 får nu även körbana för fordon i linjetrafik m.fl. fritt trafikeras i yrkesutövning av polis- eller tullpersonal, personal vid Kustbevakningen, läkare, sjuksköterska, barnmorska eller veterinär. Dessutom för transporter av sjuka personer till läkare eller sjukvårdsanstalt samt vid räddningstjänst eller i andra jämförliga trängande fall.

### Slut på påbud
I många länder i Europa finns ett antal skyltar som anger slut på ett påbud, till exempel slut på gångbana, cykelbana, ridväg, körfält för fordon i linjetrafik. Skyltar av detta slag innebär inget förbud, utan endast att körfältet eller motsvarande inte längre är förbehållet ett visst trafikantslag.

### Minsta hastighet
Skylten anger att man måste hålla en viss minsta hastighet (om trafiksituationen tillåter). Fordon som inte kan eller får köra denna hastighet får inte köra där. Skylten kan avse en hel väg eller en fil, till exempel vänsterfilen i branta uppförsbackar. Denna skylt förekommer i bl.a. Danmark, Frankrike, Grekland, Italien, Tyskland och Österrike, liksom i FN-konventionen. Skylten har även funnits i Sverige förr men har avskaffats. 

### Snökedjor
Skylten anger att man måste ha med sig snökedjor och ha på dem vid behov. Den finns i bl.a. Frankrike, Grekland, Tyskland och Österrike, och i FN-konventionen, men inte i Sverige. 